# Boza

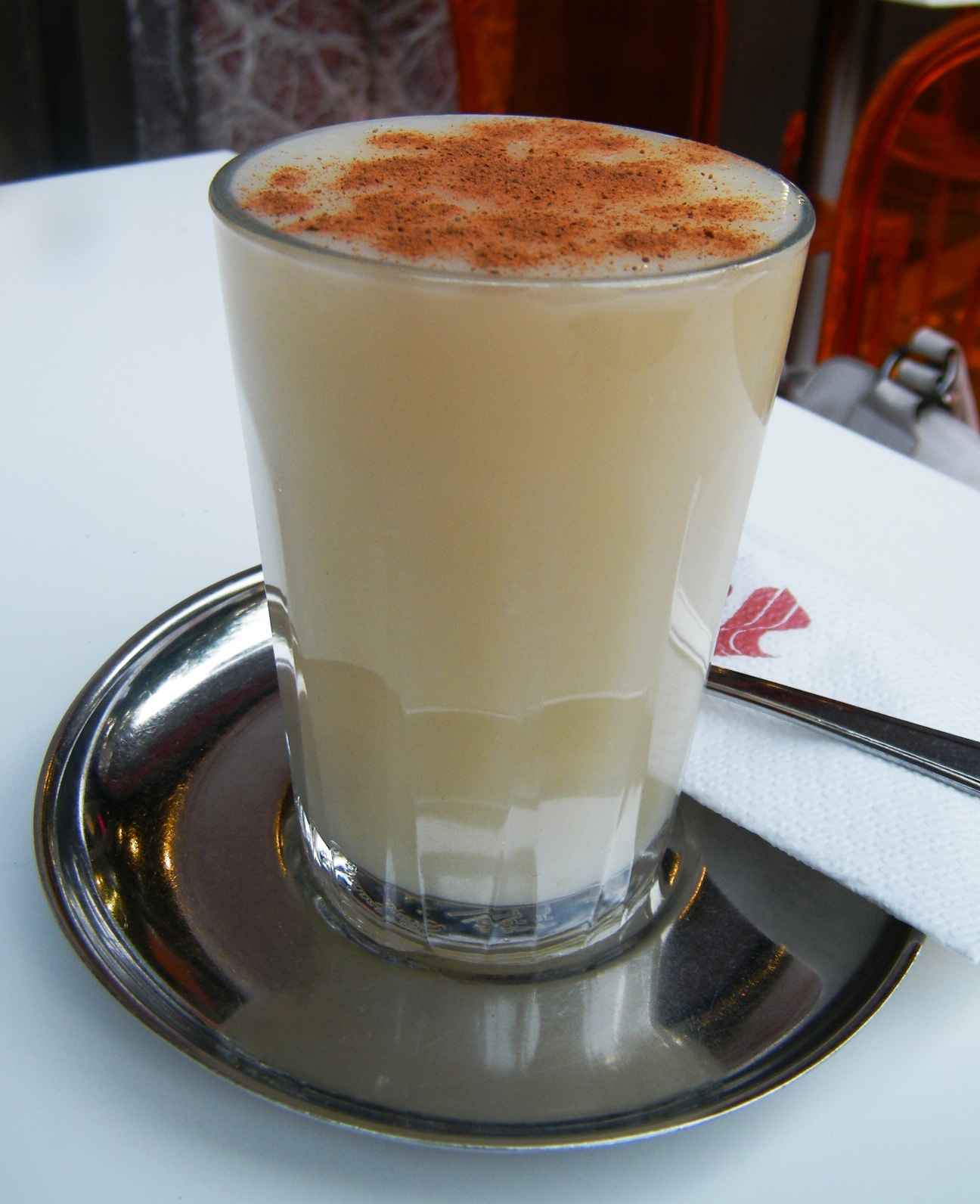
Boza az ankarai Akman Boza ve Pasta Salonuban

A boza kölesből erjesztett, csekély alkoholtartalmú, savanykás ital; malátázás nélkül készült, világos színű sörféle. Népszerű ital Kazahsztánban, Törökországban, Kirgizisztánban, Albániában, Bulgáriában, Macedóniában, Montenegróban, Bosznia-Hercegovinában; Románia, Szerbia és Ukrajna egyes részein, valamint Lengyelországban és Litvániában. Albániában kukorica és búza, Törökországban erjesztett búza, Bulgáriában és Romániában erjesztett búza vagy köles felhasználásával készül.
Különböző változatai léteznek, a legismertebb a bolgár, az albán és a török boza.
A magyar boza szót nyelvészeink a kunoktól származtatják. Maga az ilyesféle sörkészítés a magyaroknál a kunok betelepülése előtt is elképzelhető. A boza szó legkorábbi emléke a nagyszentmiklósi kincs feliratain olvasható Kárpát-medencei rovásírással "wosad" alakban, amely az ősmagyar kori -d kicsinyítóképzőt hordozza. Megjegyzendő, hogy az ősmagyar korban nem volt a magyar nyelvben /v/ hang, a w betűvel történő átírás a zöngés bilabiális spiránst /β/ jelöli, ami leegyszerűsítve a /b/ és a /v/ közötti hang.

## Története

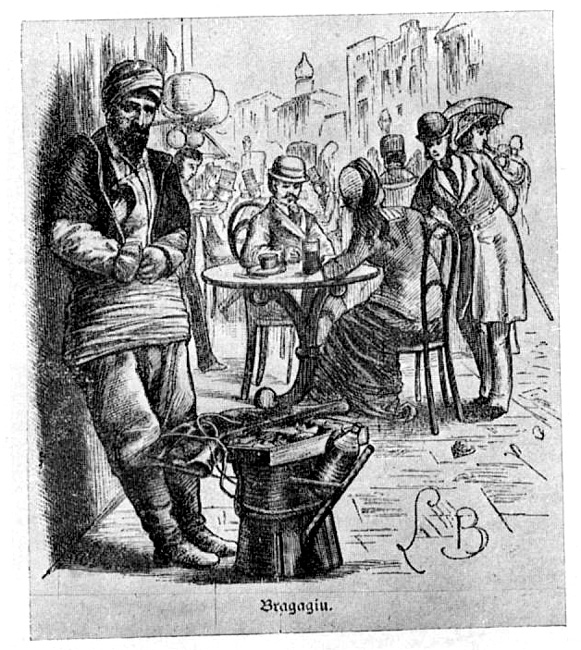
Török "bragă"-árus Bukarestben, 1880

A bozát a közép-ázsiai törökök készítették elsőként a X. században, majd innen terjed tovább a Kaukázusra és a Balkánra. Fénykorát az Oszmán Birodalomban élte, amikor a boza készítése minden városban az alapvető tevékenységek közé tartozott. A XVI. századig mindenhol szabadon ihatták, de az ópium felhasználásával készített tatár boza miatt II. Szelim oszmán szultán betiltotta fogyasztását. Ő írta le először a bozának egy az albánok által készített, alkoholmentes, édes változatát.
A XVII. században IV. Mehmed oszmán szultán betiltotta az alkoholos italok fogyasztását, beleértve a boza fogyasztását is és bezáratta a bozát árusító boltokat. A XVII. századi török utazó, Evlija Cselebi írja le, hogy a bozát ekkor széles körökben fogyasztották, Isztambulban mintegy 300 bozát árusító üzlet volt, mely 1005 embert foglalkoztatott. A legtöbbet a janicsárok fogyasztották belőle.
Mivel a boza alkoholtartalma elenyésző, normál mennyiségben fogyasztva nem okoz részegséget. Így fogyasztását tolerálták, mint a katonákat melegítő és erősítő italt. Ahogy Evlija Cselebi is megfigyelte, számos boza készítő volt a hadseregben.
A XIX. században az oszmán vezetés az édes és alkoholmentes albán bozát részesítette előnyben, amely emiatt egyre népszerűbbé vált. A savanyú és alkoholos örmény változat pedig kiment a divatból. 1876-ban a két fivér, Haci Ibrahim és Haci Sadik Isztambul Vefa nevű negyedében – közel a szórakozóhelyek akkori központjához – alapították meg bozát árusító üzletüket, a Vefa Bozacisit. Sűrű és fanyar ízű bozájuk hamar népszerűségre tett szert az egész városban. Ma ez az egyetlen üzlet, amelyik megszakítás nélkül működik a XIX. század óta. Vezetői Haci Sadik és Haci Ibrahim ük-ük-unokái

## Regionális változatai

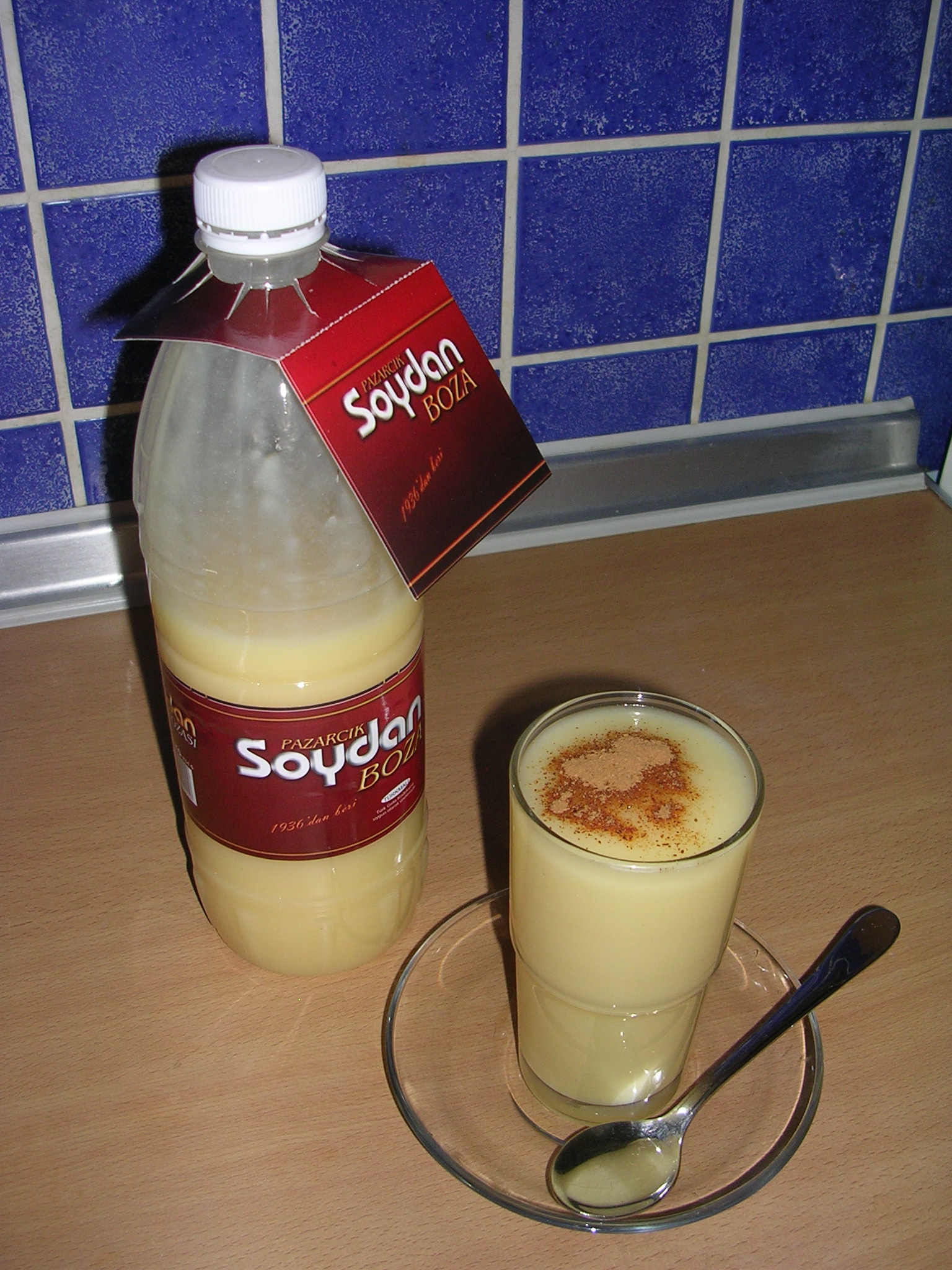
Soydan boza Törökországból

Törökországban hagyományosan fahéjjal és pörkölt csicseriborsóval szolgálják fel, leginkább a téli hónapokban. Az Oszmán Birodalomban a szénhidrátokban és vitaminokban gazdag bozát a hadsereg élelmezésére is felhasználták.
Az Isztambul Vefa nevű negyedében található bozát árusító üzlet, a Vefa Bozacisi kisebb turistalátványosságnak számít. Kevésbé népszerű de jól ismert helyek: az ankarai Akman Boza ve Pasta Salonu, a Bursában található Ömür Bozacısı, a Karakedi Bozacısı Eskişehirben és a Soydan of Pazarcık Bilecikben.
Albániában az ország északi régióiban termelik, de a főváros szinte bármely jégkrémet is árusító üzletében kapható. A leghíresebb boza márkanév Albániában a Shyqyri Pacara által előállított és árusított Pacara Boza, Tirana városából. Az alapanyagok leggyakrabban kukorica- vagy búzaliszt; jellegzetes édes és savanyú íze van.
A legismertebb bozát árusító üzlet Macedóniában az Apche nevű, Skopjében. Az üzletet 1934-ben Isman Kadri alapította. Az emberek Apche-nek (pirulának) nevezték őt, mert bozája minden betegségre gyógyír volt. 1940-ben ezért átnevezte üzletét a ma is ismert nevűre. Más ismert, bozát árusító helyek Skopjében a Palma és a Sheherezada.
Bulgáriában bozával együtt fogyasztják a tradicionális bolgár reggeli ételt, a bánicát.
Kirgizisztánban a búzából készült változatát leginkább a nyári hónapokban kínálják az utcai árusok. A legismertebb márkanév a Shoro és a Tan. Gyakran keverik a kefirhez hasonló, savanyú, tej alapú itallal, hogy a színe világosabb, az íze pedig még kifejezettebb legyen.
A romániai változatát bragănak hívják. Ez édesebb, mint a török és bolgár, de sűrűbb és sötétebb, mint a macedóniai boza.
Az Egyesült Államokban 2009 januárjában indult el a boza kereskedelmi előállítása Illinois államban.

### Boza Észak-Magyarországon
A nemzetközileg ismert boza nem összetévesztendő az egykori Borsod, Heves, Gömör és Nógrád vármegyék területen élő barkók fák megcsapolásából nyert azonos nevű italával.

## Készítése és tárolása
A Balkánon és Törökország legtöbb régiójában még ma is készítenek bozát, de nem mindig köles felhasználásával. Az íze attól függően más és más, hogy milyen gabona felhasználásával készült. 1 liter boza körülbelül 1000 kalóriát, valamint A-, B- és D-vitamint tartalmaz. Az erjedés során tejsav is keletkezik, ami elősegíti az emésztést.
A boza megromlik ha nem tárolják hűvös helyen, ezért a nyári hónapokban nem árulják tradicionális helyeken Törökországban. Helyette limonádét és szőlőből készült italokat árusítanak, mint a Şıra nevű erjesztett szőlőlé. Bulgáriában, Albániában és Macedóniában többnyire egész évben kapható a frissítő ital.

## Egyéb
A bozáról azt tartja a népi hiedelem, hogy állítólag képes nagyobbá tenni a női emlőt. Emellett ajánlott a fogyasztása a szoptatási időszakban, mert elősegíti a tej termelődését.

## Hasonló italok
Egyéb alacsony alkoholtartalmú, alkoholos, ecetsavas, ill. tejsavas erjedéssel készült italok a világból:
- Kvasz
- Kumisz
- Chicha
- Ibwatu
- Kombucha
- Malta
- Toddy
- Rivella